# An Endless tale
「an Endless tale」（アン エンドレス テイル）は、和田光司&AiMによるデュエット・シングル。
2002年11月22日にリリース。発売元はNECインターチャネル、販売元はキングレコード（NECM-12038）
フジテレビ系アニメ『デジモンフロンティア』の後期エンディングテーマ。歌っているのは、それまでアニメ『デジモンシリーズ』でオープニングとエンディングをそれぞれ歌ってきた和田光司とAiMによる。両者にとっては初めてのデュエットとなった。

## 収録曲
1. an Endless tale
歌：和田光司&AiM
作詞：山田ひろし 作曲・編曲：太田美知彦 演奏時間：3分42秒
2. 遥かな贈りもの
歌：和田光司&AiM
作詞：大森祥子 作曲：千綿偉功 編曲：渡部チェル 演奏時間：4分23秒
3. an Endless tale（Original Karaoke）
4. 遥かな贈りもの（Original Karaoke）

## 収録アルバム
- デジモンフロンティア ベストヒットパレード (#1)
- The Best Selection〜Welcome Back! (#1)
- DIGIMON HISTORY 1999-2006 ALL THE BEST (#1)
- デジモンエンディングベストエイマー (#1)
- DIGIMON SONG BEST OF KOJI WADA (#1)